# Majetín
Majetín település Csehországban, a Olomouci járásban. Majetín Kokory, Krčmaň, Čelechovice, Citov, Brodek u Přerova, Dub nad Moravou és Grygov településekkel határos. Lakosainak száma 1184 fő (2024. január 1.).

## Népesség
A település lakosságának változását az alábbi diagram mutatja:
| Lakosok száma | 938  | 1210 | 1178 | 1134 | 1033 | 1100 | 1179 | 1187 | 1148 | 1184 |
|               | 1869 | 1900 | 1921 | 1961 | 1980 | 2011 | 2016 | 2019 | 2021 | 2024 |